# Metamora (Illinois)
Metamora is een plaats (village) in de Amerikaanse staat Illinois, en valt bestuurlijk gezien onder Woodford County.

## Demografie
Bij de volkstelling in 2000 werd het aantal inwoners vastgesteld op 2700. In 2006 is het aantal inwoners door het United States Census Bureau geschat op 3195, een stijging van 495 (18,3%).

## Geografie
Volgens het United States Census Bureau beslaat de plaats een oppervlakte van 3,6 km², geheel bestaande uit land. Metamora ligt op ongeveer 219 m boven zeeniveau.

## Plaatsen in de nabije omgeving
De onderstaande figuur toont nabijgelegen plaatsen in een straal van 16 km rond Metamora.